# Махнія
Махнія — річка в Україні, у Козелецькому районі Чернігівської області. Ліва притока Десни (басейн Дніпра).

## Опис
Довжина річки 19 км., похил річки — 0,58 м/км. Площа басейну 35,4 км².

## Притоки
- Вовк (ліва).

## Розташування
Бере початок на південному заході від Надинівки. Тече переважно на південний захід і на північному заході від Самійлівки впадає у річку Десну, ліву притоку Дніпра.